# نظام الرضاعة التكميلي

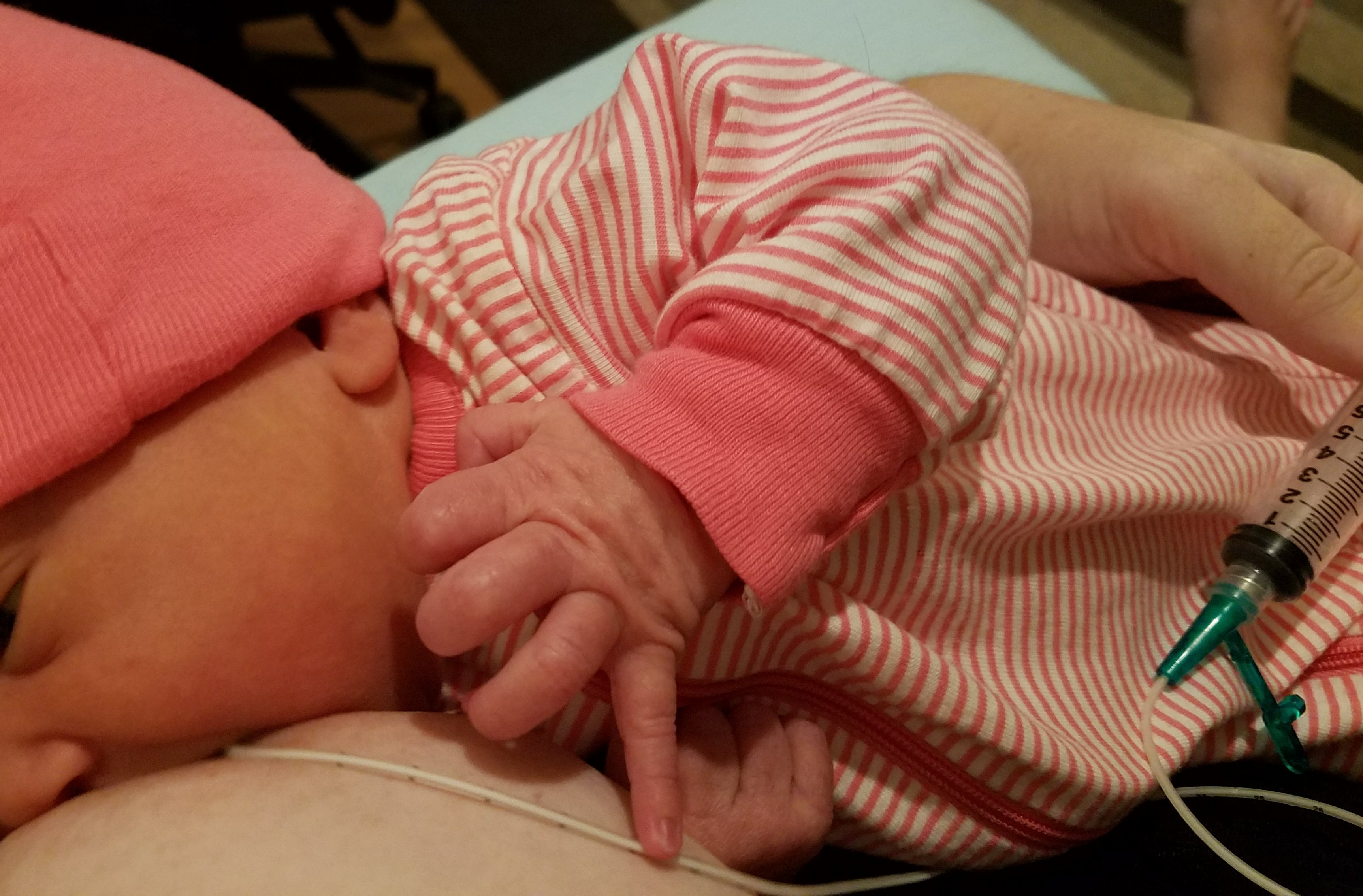

نظام الرضاعة التكميلي بالانجليزيه ( Supplemental Nursing System -SNS) يتكون من حاوية وانبوبة شعرية تخرج من الحاوية إلى حلمة الأم.
حاوية هذا النظام يمكن أن تملأ بحليب الأم الطازج، أو بحليب ممنوح طازج، أو حليب ممنوح مبستر، وإن لم يكن هناك حليب بشري متوافر، يمكن استخدام صيغة أطفال (غذاء بديل عن اللبن). الأنبوبة غالباً ما تكون متصلة بشريط قابل للإزالة. عندما يقوم الطفل حديث الولادة برضاعة الثدي، يتغذى بكلا من السائل من الأنبوبة الشعرية وحليب الأم من الحلمة. ويتم تحفيز مخزون حليب الأم من قبل رضاعة الطفل، وفي أغلب الحالات استخدام هذا النظام يمكن أن يتوقف خلال أيام أو أسابيع عندما يرتفع مخزون حليب الأم ليسد حاجة الطفل. الأمهات عادة ما تحصل على إمدادات نظام الرضاعة التكميلي من خلال مستشار الرضاعة.

## معرض صور

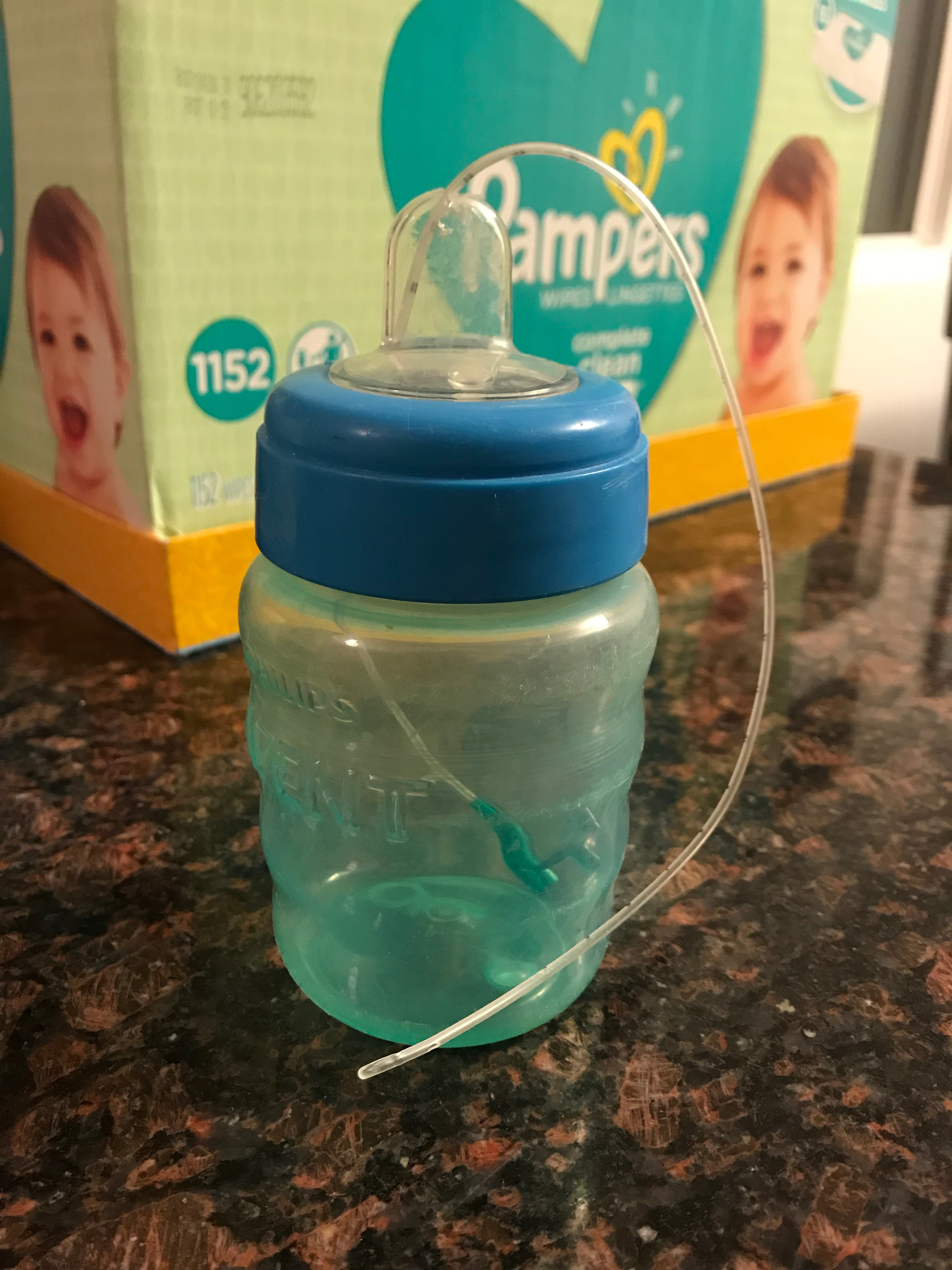
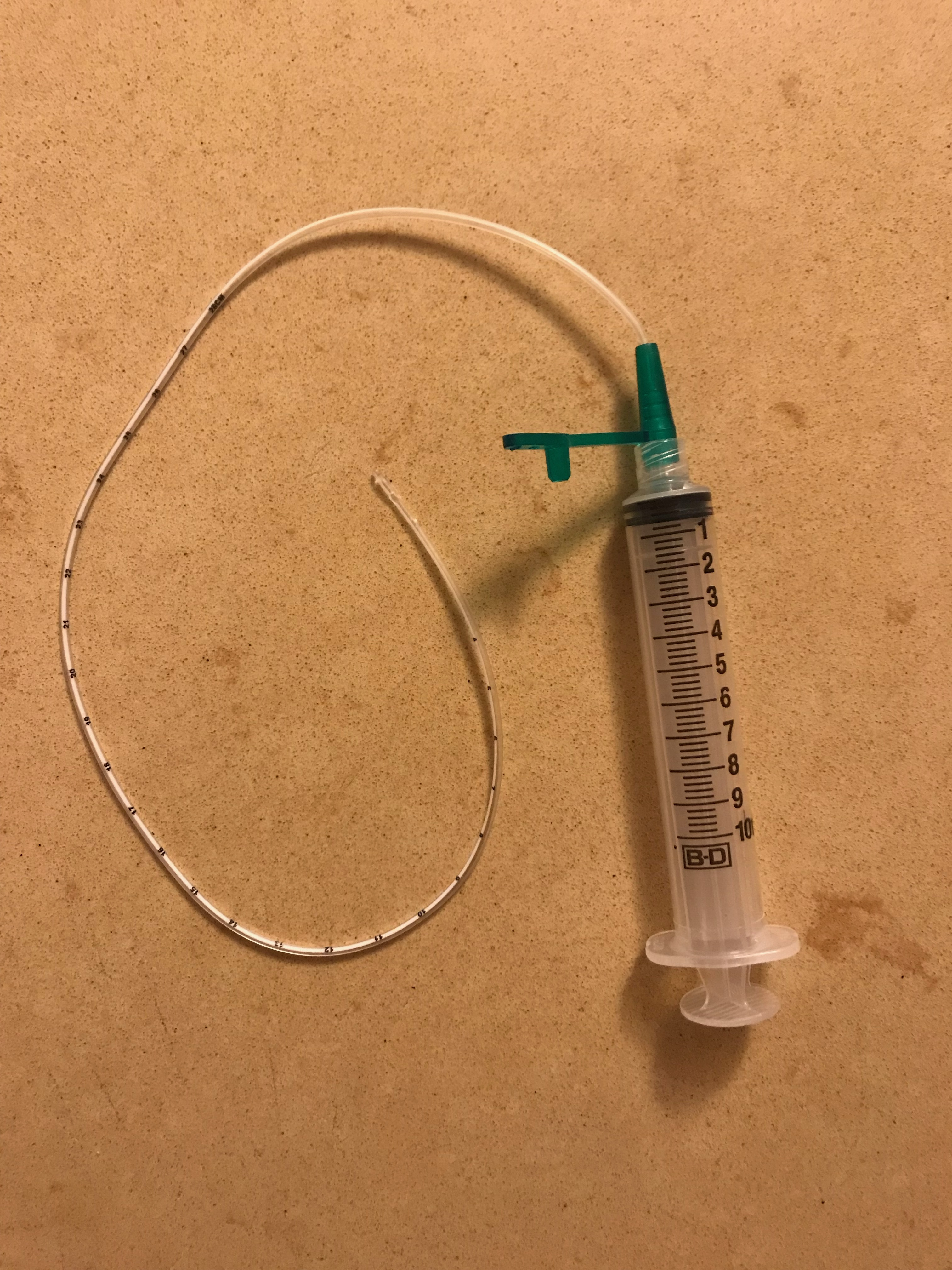
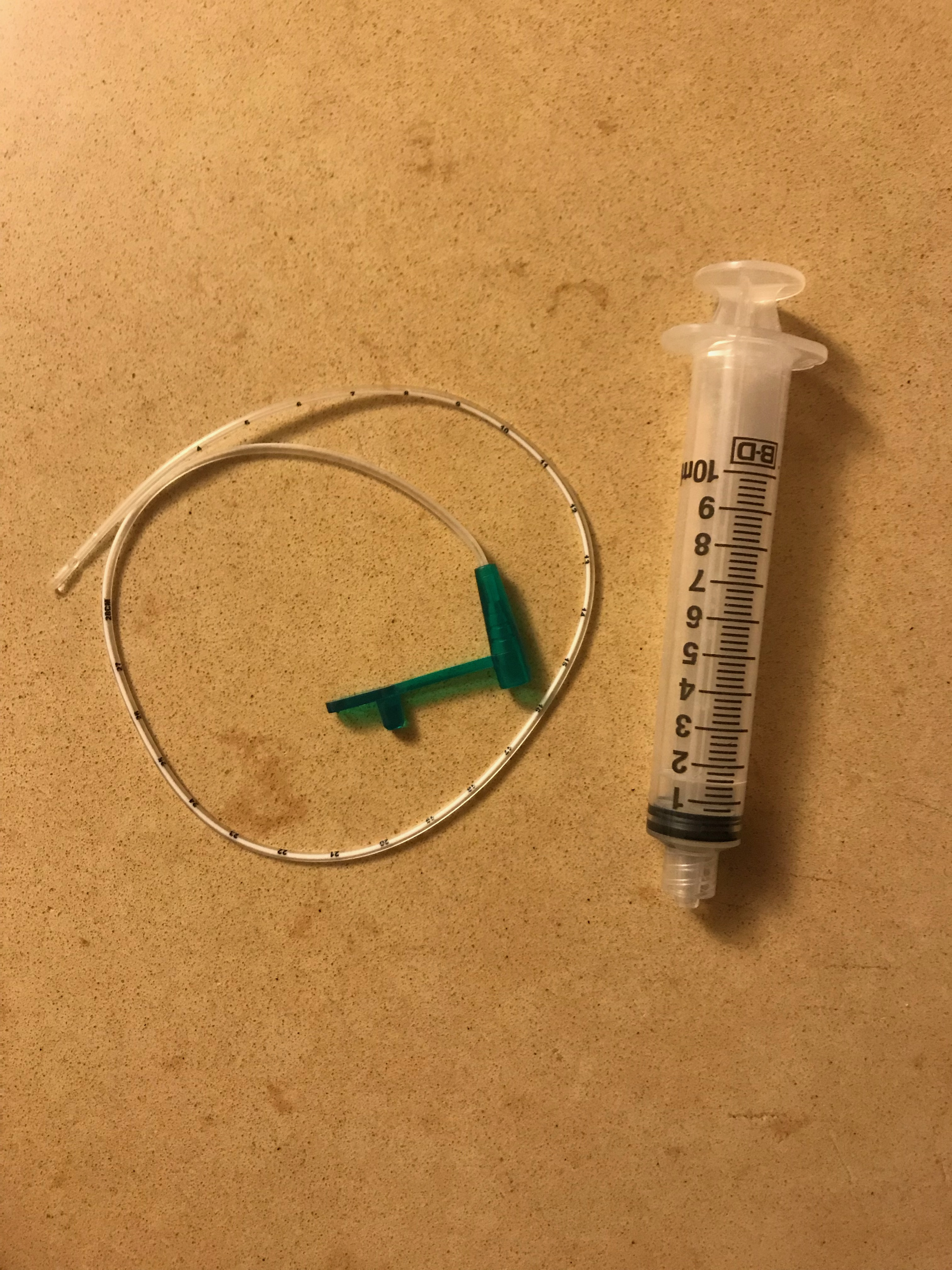